# Józefów (Łódź)
Józefów (dawn. Chojny Stare-Józefów) – dawna podłódzka miejscowość, od 1946 osiedle w zachodniej części Łodzi, w dzielnicy Górna. Administracyjnie wchodzi w skład osiedla Stare Chojny. Rozpościera się wzdłuż ulicy Józefów.

## Historia
Józefów to dawna wieś, od 1867 w gminie Chojny. W okresie międzywojennym należała do powiatu łódzkiego w woj. łódzkim. W 1921 roku liczba mieszkańców wynosiła 714. 1 września 1933 wszedł w skład nowo utworzonej gromady Stare Chojny, składającej się ze wsi Stare Chojny i Józefów.
Podczas II wojny światowej włączony do III Rzeszy. Po wojnie Józefów powrócił na krótko do powiatu łódzkiego woj. łódzkim, lecz już 13 lutego 1946 włączono go do Łodzi.